# 往生際の意味を知れ!
『往生際の意味を知れ！』（おうじょうぎわのいみをしれ）は、米代恭による日本の漫画作品。『ビッグコミックスピリッツ』（小学館）にて、2020年13号から2023年34号まで連載。
毎日放送・TBSの「ドラマイズム」枠にてテレビドラマ化され、2023年3月8日より放送された。

## 登場人物
市松 海路（いちまつ かいろ）
日下部 日和（くさかべ ひより）

## 書誌情報
- 米代恭『往生際の意味を知れ！』小学館〈ビッグコミックス〉、全8巻
  1. 2020年6月30日発売[小 1]、ISBN 978-4-09-860634-4
  2. 2020年9月30日発売[小 2]、ISBN 978-4-09-860743-3
  3. 2020年12月25日発売[小 3]、ISBN 978-4-09-860786-0
  4. 2021年6月30日発売[小 4]、ISBN 978-4-09-861048-8
  5. 2022年5月30日発売[小 5]、ISBN 978-4-09-861340-3
  6. 2022年10月28日発売[小 6]、ISBN 978-4-09-861455-4
  7. 2023年2月28日発売[小 7]、ISBN 978-4-09-861588-9
  8. 2023年8月30日発売[小 8]、ISBN 978-4-09-861707-4

## テレビドラマ
2023年3月8日（7日深夜）から毎日放送・TBSの「ドラマイズム」枠にて放送された。主演は見上愛と青木柚。

### キャスト

#### 主要人物
日下部日和（くさかべ ひより）
演 - 見上愛
市松の元カノでエッセイ「星の三姉妹」に登場する三姉妹の長女。エッセイ内の愛称は「ひよりん」。パーティーで日和に目を奪われた市松がスカウトし、市松の映画で主演を務めた。二人はその後付き合うこととなったが、ある日日和が別れを告げたことで関係は終わりを迎える。その後日和からの音沙汰はなかったが、突然あることをお願いするために市松の前に現れる。
市松海路（いちまつ かいろ）
演 - 青木柚
市役所で働いている。大学時代には映画監督をしており、自身が監督し日和が主演を務めた映画「降伏」で受賞するほどであった。日和と別れたあとは映画を撮ることから離れている。また、別れて7年も経っているが日和のことが忘れられず、自分の部屋に日和からもらった誕生日プレゼントを飾ったり、日和の映像を観たりしていた。

#### 海路の関係者
八幡典子（やはた のりこ）
演 - 樋口日奈
市役所の同僚。市松とよく話しお互い相談をしている。
榊田正史（さかきだ まさし）
演 - 三山凌輝（BE:FIRST）
市松の大学時代の友人で後輩。超人気俳優であるが、市松とは今でもよく会っている。日和が市松にお願いしたあることに自身も協力することになる。

#### 日和の関係者
日下部由紀（くさかべ ゆき）
演 - 山本未來（幼少期 - 中村莉久）
作家。日和ら三姉妹の母。日下部家を描いたエッセイ「星の三姉妹」の著者。
日下部珠緒（くさかべ たまお）
演 - 安斉星来
看護師。由紀の娘。「星の三姉妹」の次女。
日下部千世子（くさかべ ちよこ）
演 - 宮﨑優
由紀の娘。「星の三姉妹」の三女。車椅子歴7年。
日下部美智（くさかべ みち）
演 - 遊井亮子（学生時代 - 玉井らん）
日和ら三姉妹の叔母。日和や珠緒と一緒に暮らしている。

### スタッフ
- 原作 - 米代恭『往生際の意味を知れ！』（小学館『週刊ビッグコミックスピリッツ』連載中）
- 監督 - アベラヒデノブ
- 脚本 - 開真理、竹村武司
- 音楽 - 岩本裕司
- 撮影 - 今井哲郎
- 録音 - 高島良太
- 美術 - 奥谷駿友
- 助監督 - 佐佐木基入
- 制作担当 - 弓田悠太
- オープニング主題歌 - TOOBOE「往生際の意味を知れ！」（MASTERSIX FOUNDATION）
- エンディング主題歌 - 羊文学「FOOL」（F.C.L.S.）
- ロゴデザイン - 川谷デザイン
- プロデューサー - 上浦侑奈、松本彩夏、小林有衣子
- 制作 - イースト・ファクトリー
- 制作協力 - SS工房
- 製作 -「往生際の意味を知れ！」製作委員会、毎日放送

### 放送日程
| 話数  | 放送日  | 脚本   |
| ----- | ------- | ------ |
| EP.01 | 3月08日 | 開真理 |
| EP.02 | 3月15日 |        |
| EP.03 | 3月22日 |        |
| EP.04 | 3月29日 |        |
| EP.05 | 4月05日 |        |
| EP.06 | 4月12日 |        |
| EP.07 | 4月19日 |        |
| EP.08 | 4月26日 |        |

- 第7話は前日の『王様に捧ぐ薬指』（22時 - 23時12分）の拡大放送に伴い15分繰り下げられ、TBSは1時43分 - 2時13分、毎日放送は1時17分 - 1時47分に放送された。

### 放送局
| 放送期間               | 放送時間                     | 放送局      | 対象地域   | 備考   |
| ---------------------- | ---------------------------- | ----------- | ---------- | ------ |
| 2022年3月8日 - 4月26日 | 水曜 0:59 - 1:29（火曜深夜） | 毎日放送    | 近畿広域圏 | 製作局 |
|                        | 水曜 1:28 - 1:58（火曜深夜） | TBSテレビ   | 関東広域圏 |        |
| 2023年3月21日 - 5月9日 | 火曜 1:55 - 2:25（月曜深夜） | RKB毎日放送 | 福岡県     |        |

### ネット配信
| 配信開始月 | 配信サイト    | 配信料金     | 備考       |
| ---------- | ------------- | ------------ | ---------- |
| 2023年3月  | TVer          | 広告付き無料 | 見逃し配信 |
| 2023年3月  | MBS動画イズム | 広告付き無料 | 見逃し配信 |
| 2023年3月  | Hulu          | 定額制有料   |            |

| 毎日放送・TBS ドラマイズム | 毎日放送・TBS ドラマイズム | 毎日放送・TBS ドラマイズム         |
| 前番組                     | 番組名                     | 次番組                             |
| -------------------------- | -------------------------- | ---------------------------------- |
| 美しい彼 シーズン2         | 往生際の意味を知れ！       | 明日、私は誰かのカノジョ シーズン2 |

### 小学館コミック
以下の出典は小学館コミック（小学館）内のページ。書誌情報の発売日の出典としている。
1. ↑  “往生際の意味を知れ！ 1”. 少年サンデーコミックス.  小学館. 2022年8月2日閲覧。
2. ↑  “往生際の意味を知れ！ 2”. 少年サンデーコミックス.  小学館. 2022年8月2日閲覧。
3. ↑  “往生際の意味を知れ！ 3”. 少年サンデーコミックス.   小学館. 2022年8月2日閲覧。
4. ↑  “往生際の意味を知れ！ 4”. 少年サンデーコミックス.   小学館. 2022年8月2日閲覧。
5. ↑  “往生際の意味を知れ！ 5”. 少年サンデーコミックス.   小学館. 2022年8月2日閲覧。
6. ↑  “往生際の意味を知れ！ 6”. 少年サンデーコミックス.   小学館. 2022年10月28日閲覧。
7. ↑  “往生際の意味を知れ！ 7”. 少年サンデーコミックス.   小学館. 2023年2月28日閲覧。
8. ↑  “往生際の意味を知れ！ 7”. 少年サンデーコミックス.   小学館. 2023年8月30日閲覧。